# Аудиторія Ібірапуера

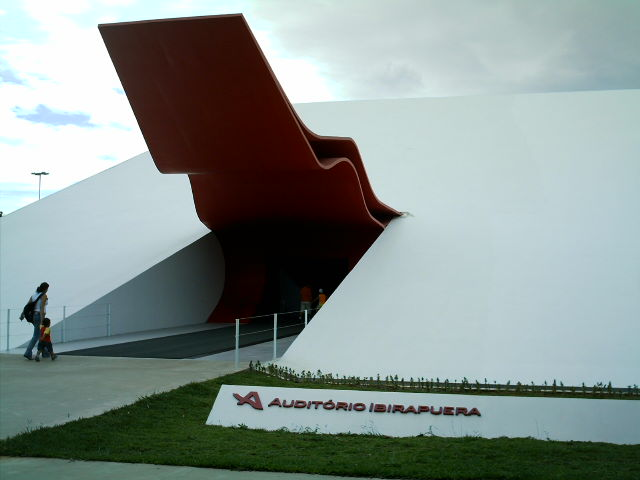
Вхід до аудиторії

Ibirapuera Auditorium (порт. Auditório Ibirapuera) — будівля, збудована за дизайном Оскара Німеєра для музичних постанов і розташована в парку Ібірапуера у місті Сан-Паулу.

## Історія
Аудиторія є частиною комплексу будівель парку Ібірапуера, спроєктованого в 1950-тих роках. За оригінальним проєктом будівля мала мати окремий вхід від головного входу до парку, що так і не був збудований. На відміну від решти будівель, Аудиторія Ібірапуера була збудована на пів століття пізніше за відкриття парку.

## Архітектура

### Зовнішній вигляд

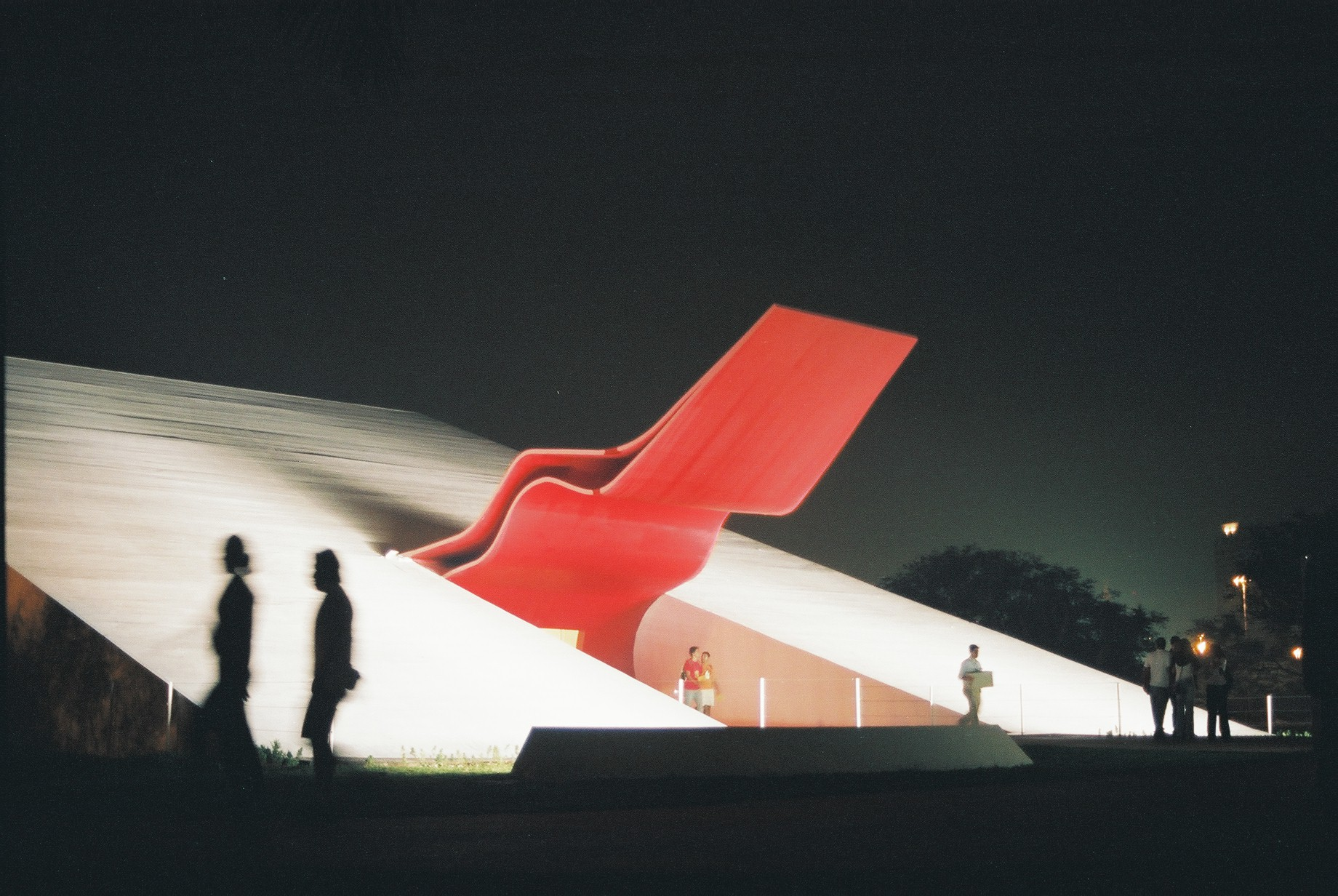
Головний вхід до аудиторії уночі

Будівля характеризується вулюметричною простотою дизайну та складається з єдиного блоку трапезоїдної форми. Як і більшість будівель парку та більшість творів архітектора, будівля майже цілком білого кольору.
Унікальна форма робить аудиторію особливою в ряді концертних холів, багато з яких будувалися за прикладом Паризької опери 19 століття. Аудиторія складається з трьох окремих частин, що складають фоє, залу для глядачів та сцену театру.

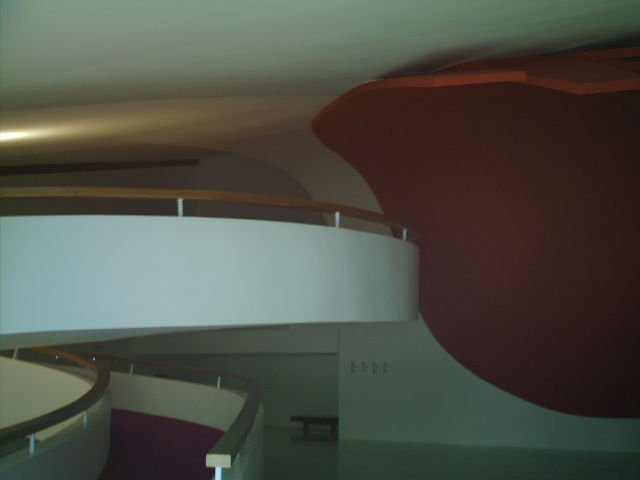
Внутрішній вигляд аудиторії

Будівля складає єдиний комплекс з півсферою Ока, обидві будівлі мають привильні геометричні форми та вважаються найважливішими будівлями парку з архутектурної точки зору. Група мала мати також велику площу, шатер та пішохідний міст, що так і не були збудовані.
Будівля має великих навіс над входом червоного кольору, відомий під назвою Labareda — «вогонь».

### Внутрішня організація
На першому поверсі знаходиться фоє, що веде до залу для глядачів. Нижче знаходиться бар, кімнати адміністрації, музична школа і кімнати для переодягання. Також аудиторія має 18-метровий задній вхід, що дозволяє дивитися постанови і людям за межами аудиторії.

## Технічні дані
- Початок будівництва: 2002 рік
- Закінчення робіт: 2005 рік
- Площа бідівлі: 7000 м²
- Архітектор: Оскар Німейєр (керівник), Еліу Паста, Еліу Пентеаду
- Освітлення: Петер Гаспер
- Акустика: Acústica & Sônica, Akustiks
- Оформлення сцени: Solé Associados
- Консультанти: Ber-Far, Consultest
- Керування будівництвом: Kel
- Будівництво: OAS.

## Ресурси Інтерету
- Auditório Ibirapuera [Архівовано 6 січня 2010 у Wayback Machine.] — офіційний сайт (порт.)
- Guia da Semana [Архівовано 6 травня 2008 у Wayback Machine.] (порт.)
- Niemeyer visita obras do Auditório do Ibirapuera Префектура Сан-Паулу (порт.)
- Prefeita Marta Suplicy oficializa entrega do Auditório Ibirapuera Префектура Сан-Паулу (порт.)
- Inauguração do Teatro Popular de Niterói (порт.)
- Ibirapuera Auditorium. San Paolo, Oscar Niemeyer. 2005 [Архівовано 6 травня 2008 у Wayback Machine.] (порт.)
- of optimism (порт.)
- At 97, Oscar Niemeyer Completes Concert Hall in Sao Paolo, Brazil [Архівовано 20 березня 2013 у Wayback Machine.] (англ.)
- https://web.archive.org/web/20110526210611/http://www.wallpaper.com/design/Oscar_bravo/435 Oscar bravo] (англ.)
- A redescoberta de Niemeyer [Архівовано 4 липня 2008 у Wayback Machine.] (порт.)